# Segunda División de fútbol sala 2021-22
La temporada 2021-22 de Segunda División de fútbol sala es la 33.ª edición de la Segunda División del Fútbol Sala de España. Por primera vez, la competición es organizada por el Comité Profesionalizado de Fútbol Sala de la RFEF.
Participarán 18 clubes y al final de la temporada habrá 2 ascensos a Primera División y 5 descensos a Segunda División "B". Los equipos descendidos desde Primera División son Peñíscola FS, UMA Antequera y O Parrulo Ferrol. Los equipos ascendidos desde Segunda División "B" son Movistar Inter B, Palma B y Real Betis B.

## Sistema de competición
Esta edición vuelve el sistema de competición habitual con una primera fase en formato de liga ida y vuelta, y una segunda fase en formato de play-off de ascenso.

### Primera fase
Se compondrá por 18 y se disputará por el sistema de liga regular a doble
vuelta, clasificándose para disputar el playoff de Ascenso a Primera División
del 2.º al 5.º clasificado. El 1.º asciende directo.

### Segunda fase. Play-off de Ascenso a Primera RFEF Futsal y Fase de Promoción
El equipo clasificado en primer lugar asciende directo.
La segunda plaza de ascenso se juega entre el 2.º clasificado y el 5.º
clasificado.
1.ª eliminatoria: 2.º vs. 5.º y 3.º vs. 4.º. Ida y vuelta.
2.ª eliminatoria: ganadores. Ida y vuelta. El ganador asciende.
Ambas eliminatorias se jugarán con el siguiente formato:
Se contabilizará la diferencia de goles entre ambos partidos. Si al finalizar el
tiempo reglamentario de ambos partidos el resultado de la diferencia de los
goles fuese de empate, se disputará una prórroga de dos (2) tiempos de tres
(3) minutos En caso de persistir el empate, el resultado favorecerá al equipo
que mejor clasificado haya quedado en liga regula

### Clasificación final
La clasificación final quedará determinada de la siguiente manera:
1.º: campeón del de Liga Regular.
2.º: Campeón del Playoff de Ascenso.
3.º: Subcampeón del Playoff de Ascenso.
4.º semifinalista del Playoff de Ascenso mejor clasificado en liga
regular.
5.º semifinalista del Playoff de Ascenso segundo mejor clasificado en
liga regular.
del 6.º al 18.º según clasificación en liga regular.
Descenderán a Segunda División B de Fútbol Sala los equipos que al
finalizar la liga regular hayan quedado en las posiciones 14.ª, 15.ª, 16.ª, 17.ª y 18.ª.

## Equipos
| Club                                           | Nombre                            | Ciudad               | Año de fundación | Pabellón                        | Capacidad |
| ---------------------------------------------- | --------------------------------- | -------------------- | ---------------- | ------------------------------- | --------- |
| Alzira Fútbol Sala                             | Family Cash Alzira                | Alcira               | 1.985            | Palau Municipal d'Esports       | 2.800     |
| Fútbol Club Barcelona B                        | Barça B                           | Sant Joan Despí      | 1.989            | Ciutat Esportiva Joan Gamper    | 400       |
| Club de Fútbol Sala Bisontes Castellón         | Bisontes Castellón FS             | Castellón            | 1.983            | Pabellón Ciutat de Castelló     | 6.000     |
| Club Deportivo El Ejido                        | CD El Ejido Futsal                | El Ejido             | 1.989            | Pab. Mun. de Dep. de El Ejido   | 2.000     |
| Colo Colo Zaragoza                             | Full Energía Zaragoza             | Zaragoza             | 1.971            | CDM La Granja                   | 1.000     |
| Atlético Mengíbar FS                           | Software DELSOL Mengíbar          | Mengíbar             | 2.008            | Sebastián Moya Lorca            | 750       |
| Atlético Benavente Fútbol Sala                 | Desguaces Casquero Atl. Benavente | Benavente            | 1.999            | La Rosaleda                     | 570       |
| Ciudad de Móstoles Fútbol Sala                 | Ciudad de Móstoles FS             | Móstoles             | 2.009            | Pabellón Municipal Villafontana | 400       |
| Club Deportivo Leganés Fútbol Sala             | CD Leganés FS                     | Leganés              | 2.004            | Pabellón Deportivo Europa       | 4.550     |
| Noia Fútbol Sala                               | Noia Portus Apostoli              | Noia                 | 2.008            | Pabellón Mun. Agustín Mourís    | 600       |
| Fútbol Sala Talavera                           | Soliss FS Talavera                | Talavera de la Reina | 2.013            | Polideportivo Primero de Mayo   | 2.500     |
| Unión África Ceutí                             | Unión África Ceutí                | Ceuta                | 1.931            | Pabellón Guillermo Molina Ríos  | 1.000     |
| Real Betis Futsal B                            | Real Betis Futsal B               | Sevilla              | 1.987            | Centro Deportivo Amate          |           |
| Club Deportivo Universidad de Málaga Antequera | BeSoccer CD UMA Antequera         | Antequera            | 1.985            | Pabellón Fernanado Argüelles    | 2.250     |
| Peñíscola Fútbol Sala                          | Peñíscola Globeenergy             | Peñíscola            | 2.000            | Pabellón Municipal de Peñíscola | 1.200     |
| O Parrulo Ferrol Fútbol Sala                   | O Parrulo Ferrol                  | Ferrol               | 1.988            | Pabellón Municipal A Malata     | 4.000     |
| Movistar Inter FS B                            | Movistar Inter B                  | Alcalá de Henares    | 1.977            | Pabellón Fundación Montemadrid  | 4.410     |
| ETB Calviá FS                                  | Visit Calviá Hidrobal             | Calviá               | 1.998            | Pabelló Municipal Galatzó       | 500       |

## Primera Fase

### Clasificación
|                                                                | Equipo                         | Puntos | J  | G  | E | P  | GF  | GC  | DG  |
| -------------------------------------------------------------- | ------------------------------ | ------ | -- | -- | - | -- | --- | --- | --- |
| 1                                                              | Noia Portus Apostoli           | 82     | 34 | 26 | 4 | 4  | 149 | 69  | 80  |
| 2                                                              | Peñíscola FS                   | 64     | 34 | 20 | 4 | 10 | 122 | 82  | 40  |
| 3                                                              | BeSoccer CD UMA Antequera      | 62     | 34 | 18 | 8 | 8  | 123 | 100 | 23  |
| 4                                                              | Alzira FS                      | 57     | 34 | 17 | 6 | 11 | 99  | 93  | 6   |
| 5                                                              | Atlético Benavente FS          | 54     | 34 | 16 | 6 | 12 | 153 | 146 | 7   |
| 6                                                              | Barça B                        | 52     | 34 | 16 | 4 | 14 | 148 | 120 | 28  |
| 7                                                              | CD El Ejido                    | 52     | 34 | 15 | 7 | 12 | 95  | 87  | 8   |
| 8                                                              | Unión África Ceutí             | 50     | 34 | 14 | 8 | 12 | 100 | 102 | -2  |
| 9                                                              | Full Energía Zaragoza          | 46     | 34 | 13 | 7 | 14 | 111 | 128 | -17 |
| 10                                                             | CFS Bisontes Castellón         | 45     | 34 | 13 | 6 | 15 | 88  | 104 | -16 |
| 11                                                             | O Parrulo Ferrol               | 45     | 34 | 13 | 6 | 15 | 106 | 119 | -13 |
| 12                                                             | Real Betis Futsal B            | 44     | 34 | 13 | 5 | 16 | 122 | 118 | 4   |
| 13                                                             | CD Leganés FS                  | 44     | 34 | 12 | 8 | 14 | 107 | 109 | -2  |
| 14                                                             | Atlético Mengíbar              | 42     | 34 | 12 | 6 | 16 | 109 | 116 | -7  |
| 15                                                             | Soliss FS Talavera             | 42     | 34 | 12 | 6 | 16 | 95  | 104 | -9  |
| 16                                                             | Visit Calviá Hidrobal          | 35     | 34 | 9  | 8 | 17 | 112 | 126 | -14 |
| 17                                                             | Ciudad de Móstoles Fútbol Sala | 32     | 34 | 9  | 5 | 20 | 93  | 129 | -36 |
| 18                                                             | Movistar Inter FS B            | 15     | 34 | 3  | 6 | 25 | 76  | 156 | -80 |
| Fuente: Liga Nacional de Fútbol Sala; actualización automática |                                |        |    |    |   |    |     |     |     |

## Playoff de ascenso a Primera División
El ganador de los playoffs asciende a primera división.
Ambas eliminatorias se jugarán con el siguiente formato:
Se contabilizará la diferencia de goles entre ambos partidos. Si al finalizar el tiempo reglamentario de ambos partidos el resultado de la diferencia de los goles fuese de empate, se disputará una prórroga de dos (2) tiempos de tres (3) minutos En caso de persistir el empate, el resultado favorecerá al equipo que mejor clasificado haya quedado en liga regular.
|  | Semifinales | Semifinales               | Semifinales               | Semifinales               |   |                       | Final                 | Final | Final | Final |  |
|  |             |                           |                           |                           |   |                       |                       |       |       |       |  |
|  |             |                           |                           |                           |   |                       |                       |       |       |       |  |
|  | 5           | Atlético Benavente FS     | 3                         | 3                         |   |                       |                       |       |       |       |  |
|  | 5           | Atlético Benavente FS     | 3                         | 3                         |   |                       |                       |       |       |       |  |
|  | 2           | Peñíscola FS              | 3                         | 2                         |   |                       |                       |       |       |       |  |
|  | 2           | Peñíscola FS              | 3                         | 2                         |   | Atlético Benavente FS | Atlético Benavente FS | 2     | 2     |       |  |
|  |             |                           |                           |                           |   | Atlético Benavente FS | Atlético Benavente FS | 2     | 2     |       |  |
|  |             |                           | BeSoccer CD UMA Antequera | BeSoccer CD UMA Antequera | 2 | 3                     |                       |       |       |       |  |
|  | 4           | Alzira FS                 | BeSoccer CD UMA Antequera | BeSoccer CD UMA Antequera | 2 | 3                     | 3                     | 3     |       |       |  |
|  | 4           | Alzira FS                 |                           |                           |   |                       | 3                     | 3     |       |       |  |
|  | 3           | BeSoccer CD UMA Antequera | 2                         | 5                         |   |                       |                       |       |       |       |  |
|  | 3           | BeSoccer CD UMA Antequera | 2                         | 5                         |   |                       |                       |       |       |       |  |
|  |             |                           |                           |                           |   |                       |                       |       |       |       |  |

| Ascienden a Primera División |